# 선지

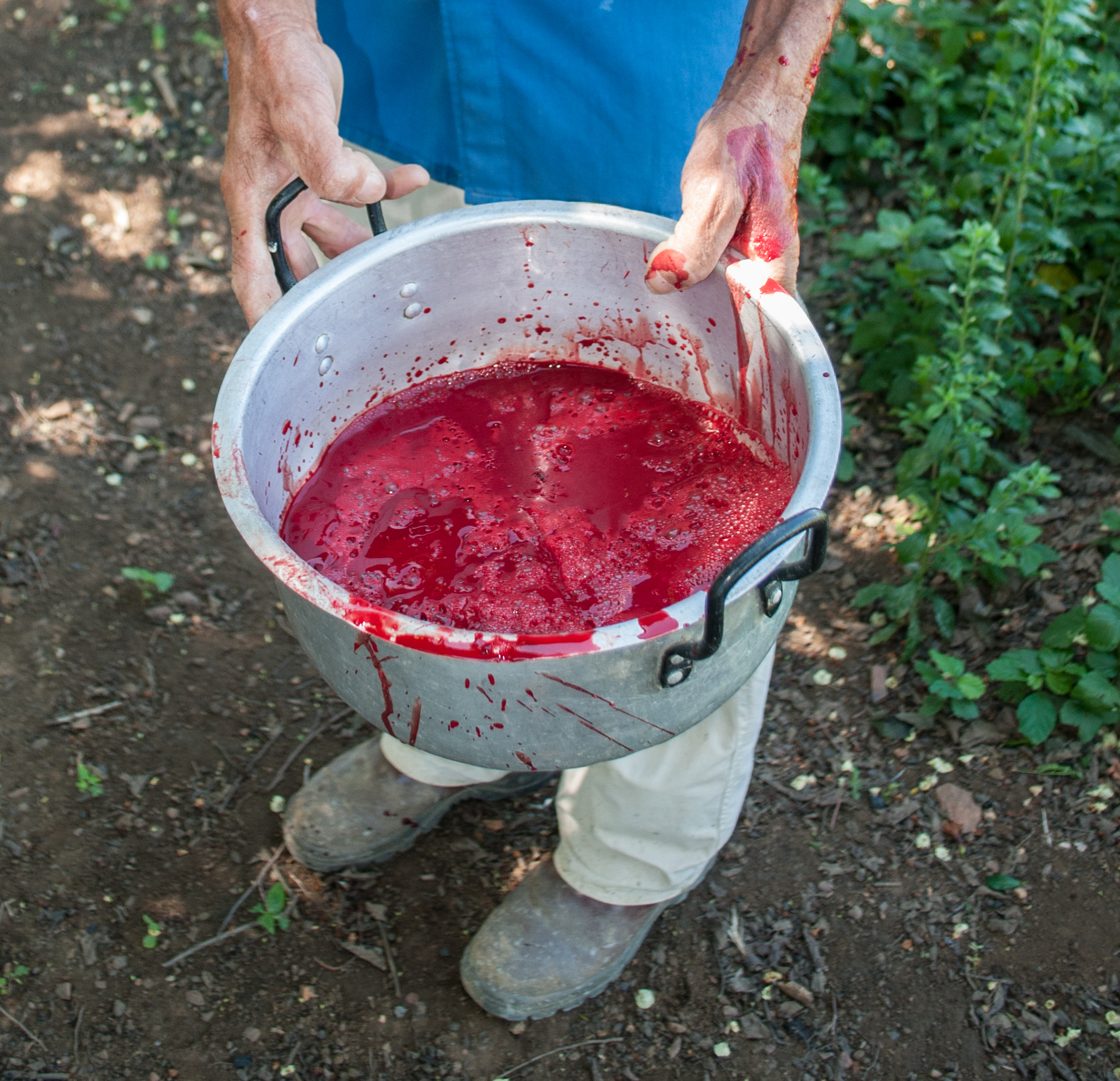

선지 또는 선지피는 짐승을 잡아서 받은 피이다.

## 어원
“선지”라는 말은 피를 뜻하는 만주어 "성기"(ᠰᡝᠩᡤᡳ)에서 유래했다.

## 쓰임

### 한국
식혀서 굳힌 선지는 국이나 찌개의 재료로 사용하며, 사골국물에 소의 선지와 시래기를 넣어 선짓국을 끓이기도 한다. 돼지의 선지는 순대의 재료가 된다.